# Die Lust am Untergang
Die Lust am Untergang (Selbstgespräche auf Bundesebene) ist der Titel einer Sammlung kulturkritischer Essays von Friedrich Sieburg.
In dem 1954 veröffentlichten Werk beschäftigte er sich mit den Verhältnissen in Nachkriegsdeutschland und ging ausführlich auf die Rolle des Schriftstellers und Intellektuellen ein.
Über die Zeitanalyse hinaus suchte Sieburg nach allgemeinen deutschen Wesensmerkmalen und stieß dabei immer wieder auf die mangelnde Nationalidentität. Das Schwanken zwischen extremen Zuständen – Größenwahn und Selbsthass, Provinzialismus und Weltbürgertum – war für ihn ein Zeichen mangelnder Reife, das sich im Politischen ebenso wie im Geistigen auswirken konnte.
Sieburg stand vor der Frage, wie sich eine an den geistigen Traditionen orientierende Aufbauarbeit in einem Land realisieren ließ, das durch den verlorenen Zweiten Weltkrieg moralisch und politisch disqualifiziert worden war.
Der Titel des Werkes entwickelte sich zu einem geflügelten Wort.

## Inhalt
Für Sieburg verlor sich Deutschland nach dem Krieg zwischen Gleichgültigkeit und Egoismus. Statt gegenseitiger Vorwürfe, innenpolitischer Gewissenskonflikte und Versuche, sich im Ausland wieder Ansehen zu verschaffen, musste ein neuer Modus Vivendi gefunden werden. Wegen des geistigen Klimas nach der Katastrophe des Nationalsozialismus war es nicht einfach, nach einer neuen nationalen Identität zu suchen.
Die Zustände in der Bundesrepublik seien dem geistigen Leben abträglich und nivellierten die qualitativen Unterschiede derart, dass die Masse der staatlich organisierten „Unfähigen“ berechtigt sei, in ein Klagelied einzustimmen, das den Fähigen nur „zögernd von den Lippen kommt.“
Für den Kulturpessimisten Sieburg gab es in Deutschland kaum noch Intellektuelle; die meisten von ihnen seien durch das „sonderbare Völkchen“ der Kulturschaffenden ersetzt worden, eine Spezies, die damit beschäftigt sei, sich gegenseitig zu verachten oder zu beneiden.
Seine Hoffnung, die Menschen zu humanisieren, sei wegen des Neides der Deutschen im Grunde ein vermessener Traum. Die Deutschen litten an einer konstitutionellen Unfähigkeit, Maß zu halten, und taumelten zwischen den Extremen, etwa der äußersten Humanität und der nicht weniger ausgeprägten Neigung zur Gewalt.
Die Masse richte ihre Lebensform nach der Oberschicht, lausche ihr Haltung und Bewegung ab und schmücke sich mit ihren Zeichen. Nichts sei hier verlogener als das mit gleichmacherischen Redensarten getarnte Nachahmen der Oberschicht, die selbst nicht den Mut habe, sich zu ihrer Höhe zu bekennen.
Die gesellschaftliche Stellung werde vor allem deswegen als unnatürlich empfunden, weil der die soziale Stimmung beherrschende „Geist der Denunziation“ die Absonderung einer Oberschicht ablehne; nicht etwa, weil es keinen Unterschied gäbe. Der von Sieburg beklagte Neid habe sich hier einen eigenen Jargon und eine subtile Form der Heuchelei geschaffen. Er richte sich weniger gegen materielle Übergewichte, als gegen den Ausdruck innerer und äußerer Unabhängigkeit, „Schönheit, Eleganz und Lebensfreude“.
Der Kulturhass, der Adolf Hitler legitimiert habe, folge einem Ressentiment gegen die individuelle Entfaltung, richte sich gegen den einzelnen wie gegen „glücklichere Völker“ und bringe zudem jeden Deutschen mit sich selbst in Zwietracht. So sei es für einen humanistisch orientierten Menschen „unmöglich, in Deutschland glücklich zu sein.“
Das Buch erschien in einer Zeit, die einerseits von Untergangsängsten während des Kalten Krieges geprägt war, andererseits vom Optimismus des wirtschaftlichen Aufstiegs, der unter dem „fatalen Namen“ Wirtschaftswunder Ursprung rätselhaften Nachforschens sei. So kommentierte Sieburg die Tendenz der Medien, unentwegt den Weltuntergang durch einen Atomkrieg vorauszusagen als weinerliche, kaum zu ertragende Geschwätzigkeit. Sie sei auch deswegen absurd, weil man auf der anderen Seite an äußerlicher Repräsentanz arbeite.
Die Gesellschaft habe kein Mittel gegen den Pessimismus und lasse sich von der Presse manipulieren. Auf der anderen Seite stand die dekadente Konsumfreude, die eine seltsame Mischung mit dem Pessimismus einging. Sieburg beklagte die Traditionslosigkeit der Deutschen, die sich ohne Vorbehalte der Gegenwart verschrieben, den Verlockungen des Konsums erlagen und sich durch Konformismus in neue Abhängigkeiten begaben.
Auch das Nationalgefühl deutete Sieburg entgegen der geläufigen kritischen Interpretation. Gerade der fehlende Bezug zur Geschichte, verbunden mit politischer Unreife, sei verantwortlich für die Anfälligkeit gegenüber dem Nationalsozialismus. Die vorherrschende Interpretation hingegen führe zum Raub aller Vorbilder. Dies habe bereits zu einem einzigartigen deutschen Selbsthass geführt – mit den falschen seien auch die echten Götter vertrieben worden. Das eifrige Bemühen, gleiche Fehler zu vermeiden, verhinderte gerade, aus der Vergangenheit zu lernen. Im Grunde seien die Deutschen überfordert, die Last der jüngsten deutschen Geschichte zu tragen. Der erstaunlich schnelle Erfolg des Wiederaufbaus wecke die Illusion, man könne der Verantwortung entkommen. Weder geistig noch geographisch besitze Deutschland eine Identität.
Deutliche Bezüge zu Thomas Manns „Leiden an Deutschland“ (so der Titel der veröffentlichten Tagebuchblätter aus den Jahren 1933 und 1944) werden aus der gleichnamigen Überschrift eines Kapitels deutlich, in dem Sieburg das qualvolle Los des schöpferischen Menschen umriss, an Deutschland zu leiden und es „doch nicht entbehren zu können.“ Wie Thomas Mann am Ende seines Vortrages Deutschland und die Deutschen Deutschland nicht in ein gutes und böses scheiden wollte, konstatierte Sieburg, man könne nicht am Guten der deutschen Kulturzugehörigkeit partizipieren, ohne sich zugleich zu dem Dunklen zu bekennen. Das deutsche Wesen sei unteilbar.
Das „Flüchtlingsdasein“ der Deutschen könne nur dank der Hoffnung auf eine europäische Gemeinschaft ausgehalten werden, in deren Rahmen Deutschland den Gebietsverlust und die Trennung verwinden könne. Der Traum von Europa sei für Deutschland eine Notwendigkeit geworden.
Angesichts des widersprüchlichen Charakters des Bundesdeutschen, der den Karneval straff organisiere und dem Konsum dienstbar mache, nur noch zu Vertretern versunkener Fürstenhäuser oder Filmstars aufschaue und sich vor der atomaren Bedrohung für den Untergang bestimmt fühle, würden sich die Befürchtungen Europas und der Welt indes nicht verflüchtigen. Der problematische Doppelcharakter des „deutschen Genies“ zeige sich in der Zerstörung wie der Schöpfung, und vor dem deutschen Wirtschaftswunder, dem die Neigung innewohne, nach einigen Jahrzehnten in Flammen aufzugehen, bleibe die Welt weiter beunruhigt.

## Hintergrund

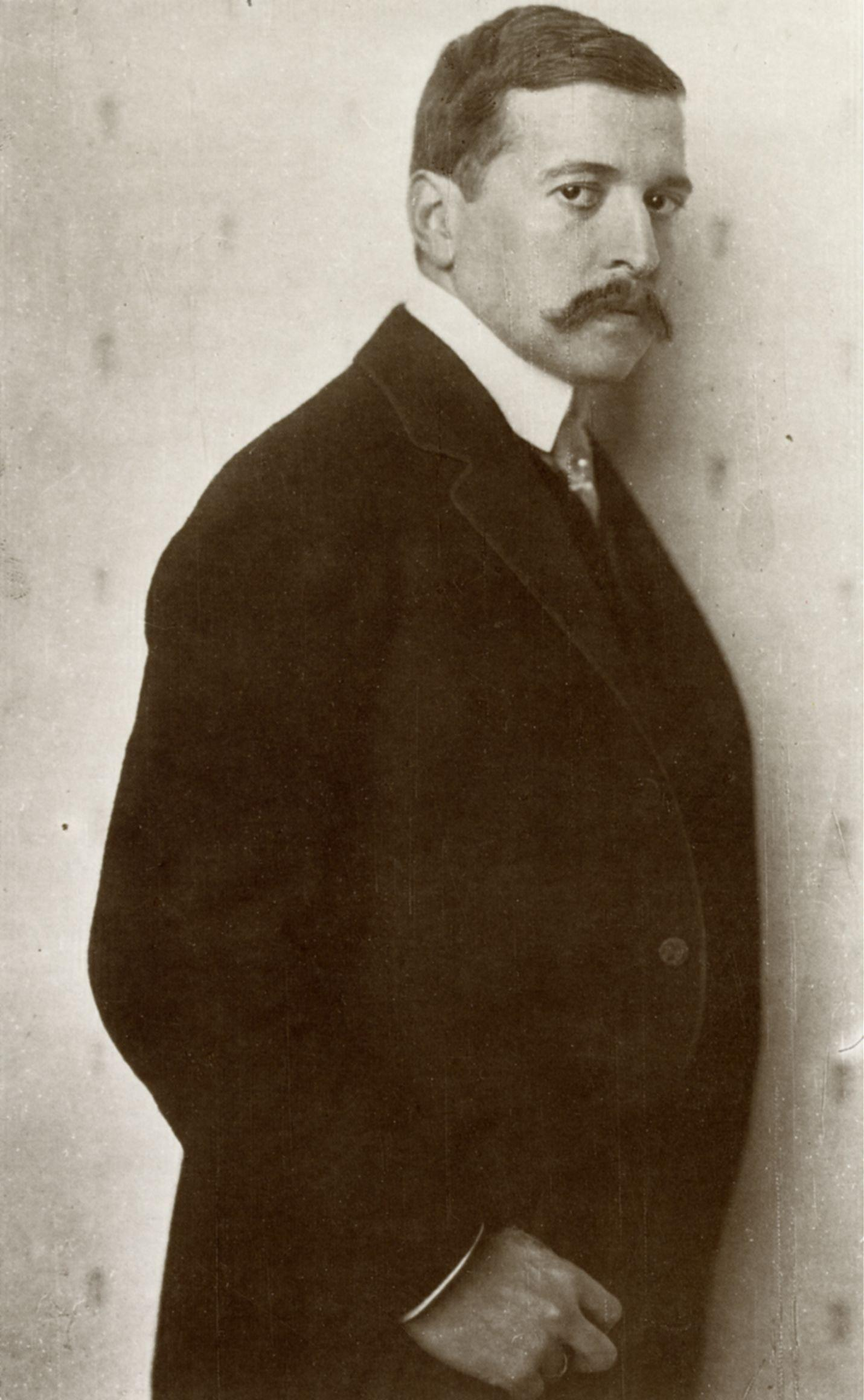
In Hugo von Hofmannsthal, dem Praeceptor Germaniae, spiegelte sich die „Helligkeit des deutschen Bildungszeitalters.“

Sieburgs konservativ-aristokratisches Menschenbild und seine daraus folgende Kritik ist ebenso von Friedrich Nietzsches Pathos der Distanz wie von Hugo von Hofmannsthal und Thomas Mann geprägt, dessen Werk er als größte kulturkritische Leistung einstufte, die der „deutsche Geist hervorgebracht“ habe.
Obwohl sich Sieburg frühzeitig von der George-Schule gelöst hatte, blieben prägend deren Ästhetizismus, ein intellektueller Aristokratismus und ein feierlicher Literaturbegriff, der sich stets auf das Außerordentliche der Einzelleistung richtete.
Dem kulturkonservativen Kritiker erschien die Bundesrepublik wie eine traditionslose Zone, deren Bürger sich dem Konformismus verschrieben hatten und in der die Masse den verrohten Geschmack diktierte. Ausdruck des Konformismus war für ihn der Mangel an Sittlichkeit und Manieren, gutem Geschmack und Höflichkeit. Sieburg beschrieb das Dilemma, ohne Traditionsbewusstsein dem Zeitgeist zu verfallen und so die Vergangenheit nicht hinreichend verarbeiten zu können, der man sich andererseits nach 1945 nur noch schwer stellen konnte.
Sieburg griff mit seinen Betrachtungen ein Problem auf, mit dem er sich bereits 1930 in seinem Buch Es werde Deutschland befasst hatte: Das mangelnde Identitätsbewusstsein der Deutschen, dem „Volk ohne Mitte“. Die fehlende „deutsche Ganzheit“ im Vergleich zur englischen oder französischen Situation und der unauffindbare eigene Kern – ein Zustand, der sich mit den Worten Dolf Sternbergers „Wir wissen nicht, wer wir sind“ ausdrücken ließ.
Die Verwunderung über das erstaunlich vielschichtige, dabei schwer greifbare „deutsche Wesen“, das sich, wenn man es zu erforschen sucht, als nebelhaft erweist, hatte Sieburg zwanzig Jahre zuvor mit teilweise identischen Worten beschrieben. Die Widersprüche traten für ihn im moralischen wie kulturellen Bereich zutage. Eben sei man noch „barbarisch, nun raffiniert und lasterhaft“, „gestern chaotisch, heute pedantisch … Bald Dämon, bald Spießbürger … Bald Gefahr, bald Hoffnung.“
Sieburg hatte angesichts der „gewaltigen [kulturellen] Leistungen“ Deutschlands ebenfalls nach dessen Wesenskern gefragt – und ins Leere gegriffen. Von einem Mythos mit widerspruchsvollen, fast unheimlichen Zügen war die Rede und ebenso von moralischen Gefährdungen, die sich daraus ergaben.
Vier Jahre nach Erscheinen des Werkes publizierte Sieburg in der Frankfurter Allgemeinen Zeitung einen Artikel, in dem er das Ende des nationalen Gedankens vorhersagte. Die Selbstbestimmung der Völker sei dabei, ihre Bedeutung zu verlieren. So falle der historische Rückstand Deutschlands weniger ins Gewicht und der europäische Gedanke werde befördert.
1961 beschrieb er den Verlust der „guten Gesellschaft“, eine nicht unbestrittene, durch das richtige Auftreten allerdings zutreffende Bezeichnung. Die Oberschicht sei aus eigener Schuld in der gesichtslosen „grauen Masse“ aufgegangen. Sie habe nicht ausreichend Widerstand geleistet, zu wenig Geschmack und Meisterschaft, Würde und Manieren besessen, um Maßstäbe zu hinterlassen und dauerhafte Normen zu etablieren. Der heutige gesellschaftliche Ehrgeiz beschränke sich auf einige Emporkömmlinge, die „auf Cocktailparties“ gesehen werden wollten und bemüht seien, einen bestimmten Stil vorzutäuschen.

## Einordnung
Nach den Verwüstungen im Zweiten Weltkrieg sollte die Aufbauarbeit, als die man Sieburgs Literaturkritik bis in die fünfziger Jahre betrachten muss, nur noch vom „Geistigen“ ausgehen.
Als Hintergrund seiner literaturkritischen Publizistik kann die Diagnose der mangelnden deutschen Nationalidentität angesehen werden. Sein Schaffen verstand sich in erster Linie als Beitrag zur nationalen Identitätsstiftung. Mit literarischen Essays und kritischen Rezensionen bemühte er sich, eine geistige Nationalgeschichte zu entwerfen, nationale Befindlichkeiten auszuloten und auf diese Weise Zeitkritik zu betreiben.
Literatur war für ihn ein Medium, das den Deutschen ermöglichen sollte, sich ihrer selbst zu vergewissern; mit ihr als „nationaler Sache“ wollte er die Umrisse des vielschichtigen, schwer zu fassenden Wesens der deutschen Kultur herausarbeiten.
Dem Tenor geistiger Aufbauarbeit entsprach Sieburgs Bewertung des gesellschaftlichen Zusammenhalts. Was die Menschen verbinde, seien nicht die politischen Einrichtungen oder die Grenzen mit ihrer „gewaltsamen Zufälligkeit“, sondern die „geistige Ausstrahlung, deren das Deutsche von Zeit zu Zeit fähig“ sei.
Karl Jaspers, der eindringlich für die Gewissensprüfung plädierte, hatte bereits kurz nach dem Kriege darauf hingewiesen: Das politisch unglückliche Deutschland könne bei seinem Versuch, wieder Mitglied der Völkerfamilie zu werden, zumindest an seine geistigen Leistungen anknüpfen. Wie Sieburg hatte auch Jaspers die Höhen deutscher Kultur gepriesen.
Während viele konservative Intellektuelle an einem Umerziehungsprogramm arbeiteten, das sich an den geistigen Gipfeln der deutschen Kultur orientierte, war man sich trotz des naheliegenden Anknüpfungspunktes im Werk Goethes letztlich uneins, auf wessen Tradition man zurückgreifen sollte, um demokratisches Bewusstsein zu vermitteln. Viele Schriftsteller und Publizisten wollten sich an die „Deutsche Innerlichkeit“ halten, um sich ins „Wesentliche fern vom Weltenlauf zu versenken.“ Mit dieser Neigung ging die Vorliebe für Autoren der Inneren Emigration wie Werner Bergengruen und Hans Carossa einher. Sieburg aber lehnte diese Haltung ab und wandte sich gegen den politischen Elfenbeinturm deutscher Innerlichkeit. Literatur dürfe nicht aus dem Gesamtbereich des öffentlichen Lebens herausgelöst werden.
In der „Lust am Untergang“ orientierte sich Sieburg erneut an Frankreich, indem er – wie Hofmannsthal in seiner Schrifttumsrede – die gesellschaftliche Einbindung der Literatur hervorhob und pries. Auch Deutschland benötige „Literatur als Einrichtung, als nationale Sache.“
Unfähigkeit zur Form und Sprachverfall, Geringschätzung von Konvention und Geschmack
resultierten für Sieburg aus einem urdeutschen, dialektischen Problem: Dem Unvermögen zur pragmatischen Lebensform auf der einen und dem Hang zum Absoluten auf der anderen Seite. Mit dieser Diagnose steht Sieburg in der Tradition einer Kritik des deutschen Sonderbewusstseins, das durch Merkmale wie Innerlichkeit, Weltflucht und tiefgründiges Systemdenken beschrieben wird und romantischen Ursprungs ist.

## Rezeption

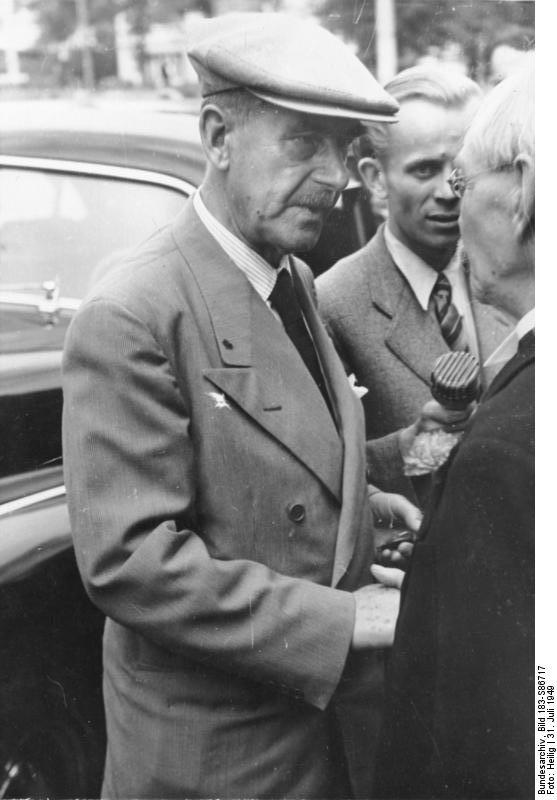
Thomas Manns Werk war für Sieburg die größte kulturkritische Leistung des deutschen Geistes

In einem Brief an seine Tochter Erika bezeichnete Thomas Mann den Kritiker Sieburg, der kurz zuvor eine begeisterte Rezension über den Felix Krull geschrieben hatte, als „sonderbaren Kopf“, lobte hingegen seine „Lust am Untergang“ als ein Buch, in dem sich „äußerst gescheite und stilistisch hochstehende Dinge finden“ ließen. Alles sei von Sieburgs undeutscher Devise geprägt, Literatur als Kritik zu betrachten. Er müsse an sich selbst viel Kritik geübt haben und spreche „gar nicht liebevoll von der Bundesrepublik.“
Joachim Fest charakterisierte Sieburg als einflussreichsten Literaturkritiker der ersten Nachkriegsphase, als eine Autorität, die durch umfassende Bildung und brillante Formulierungskunst fundiert sei.
Die sprichwörtliche Formel von der „Lust am Untergang“ sei mehr als eine zynische Pointe, die über alle politischen Gräben dahinter vermutet worden sei. Das Werk sei als Analyse von „Symptomen und Hintergründen bundesdeutscher Missgefühle“ gedacht, habe allerdings eher die Stimmungen und Depressionen des Autors widergespiegelt. Bei allem diagnostischen Witz habe es weniger Denkstücke als rationalisierte Seufzer zur Gegenwart vereinigt. Die persönlichen Verletzungen des Autors hätten dabei die Gegenstände verdunkelt und Sieburgs untrügliche Auffassungsgabe beeinflusst. Zwar sei der persönliche Stil und die individuelle Farbe seiner Reflexionen stets die bestimmende Kraft gewesen, das Schreiben selbst stilgewordener Ausdruck des Narzissmus. In früheren Jahren hätten sich Stil und objektive Zustandsbeschreibung stets die Waage gehalten, während nun eher die gesteigerte Verletzlichkeit als die vorgefundene Lage beschrieben worden sei.

### Textausgaben
- Die Lust am Untergang. Selbstgespräche auf Bundesebene. Rowohlt, Hamburg 1954 (Erstausgabe); Rowohlt Taschenbuch (rororo 451), Reinbek 1961
- Neu hrsg. v. Klaus Harpprecht als: Abmarsch in die Barbarei. Gedanken über Deutschland. DVA, Stuttgart 1983, ISBN 3-421-06168-8; Ullstein, Frankfurt am Main 1986, ISBN 3-548-37048-9
- Neuausgabe mit einem Vorwort von Thea Dorn: Eichborn (Die Andere Bibliothek 305), Frankfurt am Main 2010, ISBN 978-3-8218-6229-3

### Sekundärliteratur
- Tilman Krause: Mit Frankreich gegen das deutsche Sonderbewußtsein. Friedrich Sieburgs Wege und Wandlungen in diesem Jahrhundert (= Diss. FU Berlin 1990). Akademie, Berlin 1993, ISBN 3-05-002385-6
- Cecilia von Buddenbrock: Friedrich Sieburg (1893–1964). Ein deutscher Journalist vor der Herausforderung eines Jahrhunderts. Societätsverlag, Frankfurt am Main 2007, ISBN 978-3-7973-1031-6